# Júlia Maria da Caridade
Júlia Maria da Caridade (Horta, 8 de fevereiro de 1707 - São João del Rei, 1777) foi uma das célebres Três Ilhoas, três irmãs açorianas que imigraram para o Brasil por volta de 1723, tornando-se tronco de diversas famílias no país, como os Garcias, Carvalhos, Nogueiras, Vilelas, Monteiros, Reis e Figueiredos.

## Biografia
As Três Ilhoas, citadas em muitas histórias familiares, foram formalmente identificadas pelo trabalho do genealogista de Ouro Fino, José Guimarães como:
- Antônia da Graça, que deu origem, dentre outros, aos: Carvalhos, Duartes, Junqueiras e Meireles;
- Júlia Maria da Caridade que deu origem, dentre outros, aos: Garcias, Carvalhos, Nogueiras, Vilelas, Monteiros, Reis e Figueiredos.
- Helena Maria de Jesus que deu origem aos Resendes.

Júlia Maria da Caridade nasceu aos 8 de fevereiro de 1707 na Freguesia de Nossa Senhora das Angústias, na Vila da Horta, na Ilha do Faial, no arquipélago dos Açores, onde foi batizada a 12 de fevereiro do mesmo ano pelo cura Antônio Fernandes. Foram padrinhos Manoel Gonçalves da Fonseca, mareante, e sua mulher Antônia da Graça. Era filha de Manuel Gonçalves Correia –“O Burgão”, e de Maria Nunes.
Casou-se a 29 de junho de 1724, em São João del-Rei, com Diogo Garcia e faleceu cerca de 1777, estando enterrada na Igreja Matriz de Nossa Senhora do Carmo em São João del-Rei, MG. Diogo Garcia e Júlia Maria da Caridade tiveram quatorze filhos:
- Ana Maria do Nascimento, casada com João Pereira de Carvalho
- Helena Maria de Jesus, casada com o capitão Francisco da Costa Pereira
- Maria do Espírito Santo, que foi casada com o Capitão Domingos Vilela
- José Garcia batizado a 20 de março de 1729, casado com Maria de Nazaré
- Júlia Maria do Nascimento, casada com Miguel Lopes da Silva
- Diogo Garcia Filho, casado com Antônia Domingas da Ressurreição
- Teresa Maria de Jesus, casada com José Ferreira Martins
- Catarina Maria do Espírito Santo batizada a 20 de novembro de 1738, casada com Gregório José Alves
- Capitão João Luís Gonçalves batizada a 10 de agosto de 1740, casado com Maria Ângela da Cruz
- Madalena Maria Garcia batizada a 24 de novembro de 1743, casada com José Antônio da Fonseca e Alvarenga
- Padre Manuel Gonçalves Correia batizado a 31 de maio de 1745
- Antônio Garcia batizado a 10 de abril de 1747
- Francisca Teresa de Jesus batizada a 11 de setembro de 1748, casada com João Antônio da Fonseca e Alvarenga
- Mateus Luís Garcia batizado a 21 de dezembro de 1750, foi casado com Francisca Maria de Jesus, filha de Teodora Barbosa de Lima e de José Martins Borralho (vide História de Alfenas). Mateus foi companheiro de façanhas de seu primo Januário Garcia Leal, o "Sete Orelhas".[8] A existência ou não[9] de Januário Garcia Leal, o Sete Orelhas, é discutida no artigo Januário Garcia Leal.